# Campionati mondiali completi di pattinaggio di velocità 2024 - Gara maschile
L'evento maschile dei Campionati mondiali completi di pattinaggio di velocità 2024 si è svolto il 9 e 10 marzo 2024 alla Max Aicher Arena di Inzell, in Germania. Il giovane statunitense Jordan Stolz ha vinto la gara migliorando il limite del record del mondo di tale specialità.
Il formato della competizione è il completo, nella modalità della combinazione grande.
Le competizioni dei 500m  e 5000 m si corsero il primo giorno, mentre quelle dei 1500 m e 10000 m nel secondo. 

## Risultati

### 500 m
| Pos | Pair | Corsia | Atleta             | NOC         | Tempo | Diff  |
| --- | ---- | ------ | ------------------ | ----------- | ----- | ----- |
| 1   | 11   | i      | Jordan Stolz       | Stati Uniti | 34.10 |       |
| 2   | 2    | o      | Shomu Sasaki       | Giappone    | 35.43 | +1.33 |
| 3   | 1    | i      | Riku Tsuchiya      | Giappone    | 35.83 | +1.73 |
| 4   | 12   | i      | Patrick Roest      | Paesi Bassi | 36.06 | +1.96 |
| 5   | 12   | o      | Samuli Suomalainen | Finlandia   | 36.08 | +1.98 |

### 5000 m
| Pos | Pair | Corsia | Atleta              | NOC         | Tempo   | Diff  |
| --- | ---- | ------ | ------------------- | ----------- | ------- | ----- |
| 1   | 11   | o      | Davide Ghiotto      | Italia      | 6:06.28 |       |
| 2   | 11   | i      | Patrick Roest       | Paesi Bassi | 6:06.55 | +0.27 |
| 3   | 10   | i      | Sander Eitrem       | Norvegia    | 6:07.49 | +1.21 |
| 4   | 10   | o      | Michele Malfatti    | Italia      | 6:12.60 | +6.32 |
| 5   | 12   | o      | Hallgeir Engebråten | Norvegia    | 6:14.21 | +7.93 |

### 1500 m
| Pos | Pair | Corsia | Atleta                | NOC         | Tempo   | Diff  |
| --- | ---- | ------ | --------------------- | ----------- | ------- | ----- |
| 1   | 12   | i      | Jordan Stolz          | Stati Uniti | 1:41.78 |       |
| 2   | 12   | o      | Patrick Roest         | Paesi Bassi | 1:43.37 | +1.59 |
| 3   | 10   | o      | Bart Swings           | Belgio      | 1:43.76 | +1.98 |
| 4   | 11   | i      | Sverre Lunde Pedersen | Norvegia    | 1:43.97 | +2.19 |
| 5   | 7    | i      | Daniele Di Stefano    | Italia      | 1:43.99 | +2.21 |

### 10000 m
| Pos | Pair | Corsia | Atleta              | NOC         | Tempo    | Diff   |
| --- | ---- | ------ | ------------------- | ----------- | -------- | ------ |
| 1   | 1    | i      | Davide Ghiotto      | Italia      | 12:40.61 |        |
| 2   | 4    | o      | Patrick Roest       | Paesi Bassi | 12:51.81 | +11.20 |
| 3   | 3    | o      | Hallgeir Engebråten | Norvegia    | 12:55.42 | +14.81 |
| 4   | 2    | o      | Sander Eitrem       | Norvegia    | 12:56.22 | +15.61 |
| 5   | 1    | o      | Michele Malfatti    | Italia      | 13:02.35 | +21.74 |

## Classifica generale
| Pos     | Atleta                | Nazione       | 500m  | 5000m   | 1500m   | 10000m   | Punti   | Diff            |
| ------- | --------------------- | ------------- | ----- | ------- | ------- | -------- | ------- | --------------- |
| Oro     | Jordan Stolz          | Stati Uniti   | 34.10 | 6:14.76 | 1:41.78 | 13:04.76 | 144.740 | Record mondiale |
| Argento | Patrick Roest         | Paesi Bassi   | 36.06 | 6:06.55 | 1:43.37 | 12:51.81 | 145.762 | +20.42          |
| Bronzo  | Hallgeir Engebråten   | Norvegia      | 36.37 | 6:14.21 | 1:44.09 | 12:55.42 | 147.258 | +50.36          |
| 4       | Sander Eitrem         | Norvegia      | 37.06 | 6:07.49 | 1:44.33 | 12:56.22 | 147.396 | +53.12          |
| 5       | Davide Ghiotto        | Italia        | 37.52 | 6:06.29 | 1:45.93 | 12:40.61 | 147.489 | +54.96          |
| 6       | Bart Swings           | Belgio        | 36.36 | 6:15.44 | 1:43.76 | 13:06.12 | 147.796 | +1:01.12        |
| 7       | Sverre Lunde Pedersen | Norvegia      | 36.24 | 6:14.53 | 1:43.97 | 13:14.56 | 148.077 | +1:06.74        |
| 8       | Michele Malfatti      | Italia        | 38.07 | 6:12.60 | 1:46.70 | 13:02.35 | 150.014 | +1:45.46        |
| 9       | Shomu Sasaki          | Giappone      | 35.43 | 6:25.43 | 1:44.36 |          | 108.759 |                 |
| 10      | Daniele Di Stefano    | Italia        | 36.11 | 6:24.64 | 1:43.99 |          | 109.237 |                 |
| 11      | Riku Tsuchiya         | Giappone      | 35.83 | 6:22.76 | 1:45.86 |          | 109.392 |                 |
| 12      | Chung Jae-won         | Corea del Sud | 36.10 | 6:29.37 | 1:44.23 |          | 109.780 |                 |
| 13      | Wu Yu                 | Cina          | 36.80 | 6:16.86 | 1:46.03 |          | 109.829 |                 |
| 14      | Ethan Cepuran         | Stati Uniti   | 37.07 | 6:22.77 | 1:45.96 |          | 110.667 |                 |
| 15      | Chris Huizinga        | Paesi Bassi   | 37.45 | 6:16.34 | 1:46.79 |          | 110.680 |                 |
| 16      | Gabriel Odor          | Austria       | 36.44 | 6:31.65 | 1:45.96 |          | 110.925 |                 |
| 17      | Kars Jansman          | Paesi Bassi   | 37.60 | 6:16.40 | 1:48.17 |          | 111.296 |                 |
| 18      | Felix Maly            | Germania      | 37.48 | 6:27.54 | 1:46.78 |          | 111.827 |                 |
| 19      | Viktor Hald Thorup    | Danimarca     | 38.16 | 6:23.39 | 1:48.03 |          | 112.509 |                 |
| 20      | Jake Weidemann        | Canada        | 37.21 | 6:34.32 | 1:48.02 |          | 112.648 |                 |
| 21      | Indra Medard          | Belgio        | 37.21 | 6:38.84 | 1:48.10 |          | 113.127 |                 |
| 22      | Mateusz Śliwka        | Polonia       | 36.51 | 6:46.89 | 1:47.85 |          | 113.149 |                 |
| 23      | Samuli Suomalainen    | Finlandia     | 36.08 | 7:00.67 | 1:48.13 |          | 114.190 |                 |
| 24      | Nuraly Akzhol         | Kazakistan    | 36.57 | 6:53.94 | 1:49.03 |          | 114.307 |                 |